# Atroxima liberica
Atroxima liberica es una especie de Magnoliopsida del género Atroxima, de la familia Polygalaceae, del orden Fabales.

## Distribución
Atroxima liberica se distribuye por Liberia; Costa de Marfil; Ghana; Camerún; Gabon; Congo [Brazzaville], República Democrática del Congo [Zaire] y Angola.

## Taxonomía
Fue descrita científicamente por Stapf. Fue publicado por primera vez en Stapf. (1905). In: J. Linn. Soc., Bot. 37: 85.